# Соллима, Стефано
Стефано Соллима (итал. Stefano Sollima; род. 4 мая 1966, Рим) — итальянский режиссёр и сценарист, наиболее известный своими суровыми криминальными драматическими фильмами.

## Биография
Стефано родился в Риме в семье известного итальянского режиссёра и сценариста Серджо Соллимы. Он начал свою карьеру в качестве оператора, выполняя многочисленные репортажи из зон боевых действий для нескольких телевизионных сетей, включая CNN, CBS и NBC.
В 1991 году Стефано Соллима дебютировал как кинорежиссёр с короткометражным фильмом «Спасибо» (итал. Grazie), представленным на Туринском кинофестивале.
В 2012 году снял клип на песню Distratto певицы Франчески Микьелин.

## Фильмография
- Криминальный роман (2008—2012) — 2 сезона
- Все копы — ублюдки (2012)
- Гоморра (2014—2016) — 10 серий
- Субура (2015)
- Убийца 2: Против всех (2018)
- НольНольНоль (2019)
- Без жалости (2021)
- Адажио (2023)